# Cygnus Orb-D1
Cygnus Orb-D1 (также известный как  Cygnus 1 и Orbital Sciences COTS Demo Flight) — демонстрационный полёт автоматического грузового корабля Cygnus к Международной космической станции по программе Commercial Orbital Transportation Services (COTS), согласно контракту, подписанному между Orbital Sciences Corporation и NASA в 2006 году.
Дебютный полёт космического корабля Cygnus. Корабль назван в честь астронавта NASA Джорджа Дэвида Лоу.

## Запуск
Запланированный на 17 сентября запуск был отложен на сутки для завершение последних приготовлений и решения оставшихся технических вопросов.
Запуск состоялся 18 сентября 2013 года в 14:58 UTC со стартовой площадки LP-0A Среднеатлантического регионального космопорта. Спустя 10 минут корабль был успешно выведен на орбиту с параметрами: 258х288 км, наклонение 51,645°.
Это был второй запуск ракеты-носителя Antares-110 со второй ступенью Castor 30A.

## Сближение и стыковка
После подтверждения раскрытия панелей солнечных батарей и нормальной работы систем корабля была начата серия манёвров сближения с МКС.
22 сентября Cygnus достиг 28-километровой коммуникационной зоны МКС. При тестировании навигационных систем были выявлено расхождение в показателях систем GPS корабля и станции. Сближение было прекращено до решения проблем с программным обеспечением корабля, а стыковка с МКС отложена на несколько дней. Позже стыковка была перенесена на 29 сентября, чтобы освободить зону сближения для прибывающего пилотируемого корабля Союз ТМА-10М.
29 сентября, в 11:00 UTC, корабль был захвачен манипулятором Канадарм2, которым управлял итальянский космонавт ЕКА Лука Пармитано, после чего пристыкован к модулю Гармония в 12:44 UTC.

## Полезная нагрузка
Корабль доставил на МКС 700 кг полезного груза, в основном провизия, а также одежда для экипажа и некоторое оборудование для станции.
Перед отстыковкой на корабль было загружено около 1 300 кг мусора и ненужного более оборудования станции.

## Отстыковка и завершение миссии
В 10:04 UTC, 22 октября 2013 года корабль был отстыкован от МКС с помощью манипулятора Канадарм2 и отпущен в 11:31 UTC. В 17:41 UTC двигатель BT-4 был включен для схода корабля с орбиты. В 18:16 UTC космический корабль Cygnus достиг плотных слоёв атмосферы, завершив свою миссию, общей длительностью 35 дней, 3 часа and 18 минут.